# Viol d'une fillette de Courbevoie
Le texte peut changer fréquemment, n’est peut-être pas à jour et peut manquer de recul. 
Le titre et la description de l'acte concerné reposent sur la qualification juridique retenue lors de la rédaction de l'article et peuvent évoluer en même temps que celle-ci.
 (juin 2025).
Ne doit pas être confondu avec Crime de Courbevoie.
Samedi 15 juin 2024, une jeune adolescente de 12 ans a été violée dans un local désaffecté à Courbevoie (Hauts-de-Seine). Le viol de la jeune fille s'inscrit dans le cadre de la recrudescence de l'antisémitisme en France depuis les attaques du Hamas contre Israël du 7 octobre 2023. Le jugement a été prononcé le 13 juin 2025 reconnaissant que « la victime n'aurait pas été violée si elle n'avait pas été juive ».

## Les faits
Le 15 juin 2024, à 18 h, alors que la jeune fille de 12 ans rentrait chez elle, son ex-petit ami  lui a tendu un guet-apens dans un square de Courbevoie (Hauts-de-Seine) en compagnie des deux autres condamnés, que la jeune fille ne connaissait pas.
La fillette a été kidnappée, séquestrée, injuriée, humiliée, battue, violée et a subi une demande d'extorsion de fonds. La victime dit avoir été traitée de « sale juive » et sommée par ses agresseurs de justifier pourquoi elle cachait sa religion juive. L'un des agresseurs a filmé la scène, un autre lui a proféré des menaces de mort si elle dénonçait les faits à la police. La jeune fille a été hospitalisée pour des blessures physiques et psychologiques.
Ce viol fait suite au harcèlement subi par la jeune fille dans son collège et une mise à l'écart du fait de sa religion. « Cela a commencé dans le courant du mois de novembre 2023 par des saluts nazis, des croix gammées sur les tables à l'école ou des blagues sur la Shoah » expliquent ses parents au Le Parisien.

## Les suites judiciaires
Le 13 juin 2025, deux garçons de 13 ans au moment des faits ont été condamnés à 9 et 7 ans de prison ferme. L'ex-petit ami de la victime a été condamné à une mesure éducative de 5 ans au vu de son âge légèrement au-dessous de l'âge légal de la responsabilité pénale des mineurs. il n'avait pas participé aux viols mais avait fomenté l'agression car, « récemment converti à l'islam, il reprochait à son ex de lui avoir caché qu'elle était juive et s'estimait trahi ».
Le 18 juin 2024, les enquêteurs avaient mis en examen et incarcéré en détention provisoire les deux adolescents de 13 ans au moment des faits et prononcé une mesure éducative provisoire pour le troisième, alors âgé de 12 ans et 10 mois.

## Réactions officielles
Cette affaire a suscité un « fort retentissement national » en plein milieu de la campagne pour les élections législatives anticipées des 30 juin et 7 juillet 2024.
De nombreuses personnalités politiques se sont emparées du fait-divers et ont dénoncé l'antisémitisme tandis que le Président Emmanuel Macron avait demandé « un temps d’échanges » sur le racisme et l’antisémitisme dans les établissements scolaires. 
Des manifestations de soutien ont eu lieu à Courbevoie, à Paris et dans quelques villes de France à l’appel de diverses organisations dont SOS Racisme. Lors d’un rassemblement à Paris contre l’antisémitisme, la gauche, dont La France insoumise, a été accusée par certains participants de la droite et du centre d’alimenter « la haine qui mène au pire »". « Dans quelques semaines, nous devrons défendre la République et nous refuserons que des partis jusque-là républicains se soient alliés avec ceux qui ont engendré cette haine », avait alors déclaré le président de l’Union des étudiants juifs de France.

## Le viol comme acte raciste
Selon les lois françaises, violer quelqu’un en raison de sa race, de son origine ou de sa religion (vraie ou supposée) est considéré comme un acte de racisme et est interdit. Il constitue un facteur aggravant,.
Les recherches sur les mineurs délinquants sexuels sont très limitées et presque inexistantes lorsque cette délinquance s'accompagne de violences racistes. Philomag analyse cet évènement hors norme le 27 juin 2024 et cite Jean-Paul Sartre : « L’antisémitisme canalise les poussées révolutionnaires vers la destruction de certains hommes, non des institutions »,« de sorte que seule la violence demeure, désinhibée, s’abattant sur les hommes comme dit Sartre, mais aussi sur les petites filles ».